# Thủy điện Sông Chừng
Thủy điện Sông Chừng, còn gọi là thủy điện Sông Con 2, là thủy điện xây dựng trên sông Con tại vùng đất thôn Phó Chừng và Tân Bình, thị trấn Yên Bình huyện Quang Bình tỉnh Hà Giang, Việt Nam 
Thủy điện Sông Chừng có công suất lắp máy 19,5 MW với 3 tổ máy, sản lượng điện hàng năm trên 70 triệu KWh, khởi công tháng 4/2008, hoàn thành tháng 5/2011 .

## Sông Con
Sông Con là phụ lưu cấp 1 của sông Lô chảy ở tỉnh Hà Giang.
Sông Con khởi nguồn từ các suối ở xã Nà Chì huyện Xín Mần, chảy uốn lượn về hướng đông nam. Qua thị trấn Yên Bình đến xã Tân Trịnh thì tiếp nhận dòng sông Bạc. Sau đó tại thị trấn Vĩnh Tuy, Bắc Quang sông đổ vào sông Lô .
Trên Sông Con còn có dự án Thủy điện Sông Con 3 22°19′10″B 104°49′32″Đ / 22,31938°B 104,825568°Đ, công suất lắp máy 6 MW, xây dựng tại xã Tiên Kiều huyện Bắc Quang, được cấp phép năm 2014 nhưng năm 2021 chưa có thông báo hoàn thành.